# Sepp Herberger
Josef „Sepp” Herberger (ur. 28 marca 1897 w Mannheim, zm. 28 kwietnia 1977 w Weinheim) – niemiecki piłkarz (łącznik) i trener piłkarski, wieloletni selekcjoner reprezentacji Niemiec.

## Kariera zawodnicza
Herberger reprezentował barwy SV Waldhof Mannheim (1914-21), VfR Mannheim (1921-26) i Tennis Borussia Berlin (1926-30). W latach 1921–1925 rozegrał trzy mecze w reprezentacji Niemiec i strzelił dwie bramki. Debiutował 18 września 1921 w Helsinkach w zremisowanym 3:3 meczu przeciwko Finlandii, w których strzelił swoje jedyne bramki dla reprezentacji. Ostatni mecz w kadrze zagrał 29 marca 1925 w Amsterdamie, w którym Niemcy przegrali z Holandią 1:2.

## Kariera szkoleniowa
Karierę trenerską rozpoczął jeszcze w czasie kariery piłkarskiej, obejmując SV Babelsberg 03, mimo gry w barwach Tennisie Borussii Berlin. Prowadził jeszcze kluby Tennis Borussia Berlin i Westdeutscher Spiel-Verband.

## Początki pracy z reprezentacją
Od 1932 był asystentem Otto Nerza w reprezentacji Niemiec. Po blamażu na igrzyskach olimpijskich, które odbyły się w Berlinie w 1936 został selekcjonerem drużyny niemieckiej. Na stanowisku tym pozostał aż do 1964, biorąc udział w czterech finałach mistrzostw świata.
Pierwsze mistrzostwa świata (1938) zakończyły się dla Herbergera porażką – zespół uważany za jednego z kandydatów do tytułu odpadł już w 1/8 finału po porażce ze Szwajcarią. Na kolejny start w MŚ przyszło Niemcom czekać 16 lat – RFN była objęta sankcjami ze względu na wywołanie II wojny światowej i piłkarzy nie dopuszczono do udziału w eliminacjach MŚ 50. Pierwszy powojenny start zakończył się sensacyjnym wywalczeniem tytułu mistrzowskiego.

## Mistrzostwa świata 1954
Niemcy wyszły z grupy dzięki dwukrotnemu pokonaniu Turcji (4:1 i 7:2). Nie przeszkodziła im porażka z głównym faworytem do Złotej Nike – Węgrami 3:8. Herberger nie wystawił w tym pojedynku najmocniejszego składu. W ćwierćfinale Niemcy wygrali z Jugosławią 2:0, a w półfinale rozgromili Austrię 6:1.

### Cud w Bernie
W finale doszło do ponownego spotkania z Węgrami. Mecz ten określa się także mianem Cudu w Bernie. Według wielu fachowców Herberger bardzo umiejętnie zneutralizował nieprawdopodobnie silny atak węgierski z takimi asami jak Sandor Kocsis, Nandor Hidegkuti i przede wszystkim wracający do składu po kontuzji Ferenc Puskás. Po 9 minutach Węgrzy prowadzili 2:0, jednak po kolejnych 9 minutach był już remis za sprawą Maxa Morlocka i Helmuta Rahna. Fenomenalnie grający Niemcy zdołali w końcówce strzelić decydującego gola (ponownie Rahn) i sprawili jedną z największych sensacji w historii futbolu. Herberger został uznany w Niemczech za bohatera narodowego, tacy piłkarze jak Fritz Walter (kapitan zespołu), Helmut Rahn, Anton Turek czy Max Morlock są pamiętani do dziś.
Cud w Bernie wywołał wiele dyskusji, nie tylko wśród fanów piłki nożnej. Drużyna Herbergera nie uchodziła za faworyta do medalu, jej pierwszy start po II wojnie światowej zapowiadał się przed finałami bardzo marnie. Istnieje podejrzenie, iż drużyna znajdowała się wówczas na dopingu. Często wspomina się o tajemniczych zastrzykach wykonywanych przez lekarza reprezentacji tuż przed meczem, zdają się tę teorię potwierdzać późniejsze liczne przypadki zachorowań niemieckich piłkarzy na żółtaczkę – dwóch członków kadry zmarło na tę chorobę.
Drużyna węgierska nie miała możliwości przygotowania się do decydującego meczu – w miasteczku w którym została zakwaterowana dzień przed meczem odbywał się festyn. Wpływ na wynik finału miała również kontuzja Ferenca Puskása odniesiona w pierwszym meczu z Niemcami – nie wiadomo czy wystawienie go w tym meczu nie było błędem węgierskiego trenera. Mimo tych wątpliwości sensacyjne zwycięstwo Niemiec było wydarzeniem na skalę światową – kraj odpowiedzialny za wybuch wojny i holocaust po raz pierwszy od końca wojny triumfował w jakiejkolwiek dziedzinie życia społecznego.

## Ostatnie lata w reprezentacji
Herberger przygotowywał drużynę do kolejnych MŚ, wprowadzając do niej m.in. Uwe Seelera, jednego z najlepszych piłkarzy w historii niemieckiego futbolu. Na mistrzostwach w Szwecji (1958) Niemcy bez problemu wyszli z grupy (eliminując m.in. słabą wówczas Argentynę), dochodząc aż do półfinału, gdzie ulegli gospodarzom turnieju 1:3. Mecz ten wzbudził duży zawód w Niemczech, przez lata obowiązywał bojkot szwedzkich towarów. Ostatecznie zespół Seppa Herbergera po porażce 3:6 z Francją zajął 4. miejsce.
Na MŚ w Chile, w 1962 Herberger prowadził zespół po raz ostatni. W grupie łatwo uporał się z konkurentami, wyprzedzając gospodarzy, Włochów i Szwajcarię. Mundial zakończył się jednak niepowodzeniem – w ćwierćfinale RFN uległ Jugosławii 0:1. W 1964 na stanowisku selekcjonera reprezentacji Niemiec Herbergera zastąpił wieloletni asystent Helmut Schön.

## Uznanie
Sepp Herberger uważany jest za jednego z najwybitniejszych trenerów w historii niemieckiej piłki nożnej, jednak kontrowersje wzbudza postawa DFB oraz samego trenera w czasie dyktatury Hitlera. Należy pamiętać, iż sukcesy drużyny narodowej były w III Rzeszy wykorzystywane propagandowo.
Herberger chętnie powoływał do kadry Niemiec piłkarzy z polskimi korzeniami, w tym najwybitniejszego polskiego przedwojennego piłkarza, Ernesta Wilimowskiego.